# Morganton (Carolina del Norte)
Morganton es una ciudad situada en el condado de Burke, Carolina del Norte, Estados Unidos. Tiene una población estimada, a mediados de 2022, de 17 602 habitantes.
Es la sede del condado.

## Geografía
La localidad está ubicada en las coordenadas 35°44′27″N 81°42′01″O / 35.74083, -81.70028 (35.740836, -81.700354). Según la Oficina del Censo, tiene una superficie de 49.84 km², correspondientes en su totalidad a tierra firme.

## Demografía

### Censo de 2020
Según el censo de 2020, en ese momento la ciudad tenía una población de 17 474 habitantes. La densidad de población era de 350.60 hab./km².
| Raza                   | Núm.   | Porc.  |
| ---------------------- | ------ | ------ |
| Blancos                | 10 866 | 62.18% |
| Afroamericanos         | 1709   | 9.78%  |
| Amerindios             | 983    | 5.63%  |
| Asiáticos              | 392    | 2.24%  |
| Isleños del Pacífico   | 33     | 0.19%  |
| De otras razas         | 2322   | 13.29% |
| De una mezcla de razas | 1169   | 6.69%  |
| Total                  | 17 474 | 100.0% |

Del total de la población, el 23.51% son hispanos o latinos de cualquier raza.

### Censo de 2000
Según el censo de 2000, en ese momento los ingresos medios de los hogares eran de $34,678 y los ingresos medios de las familias eran de $42,687. Los ingresos per cápita para la localidad eran de $20.906. Los hombres tenían ingresos per cápita por $29,118, frente a los $24,723 que las mujeres. Alrededor del 13.60% de la población estaba bajo la línea de pobreza nacional.